# Michael Thomas Byrne
Michael Thomas Byrne (* 14. Mai 1985 in Ashton-under-Lyne) ist ein ehemaliger walisisch-englischer Fußballspieler.

## Karriere

### Verein
Seine Karriere begann Byrne in der Jugendakademie der Bolton Wanderers. 2003 wurde aus der Akademie entlassen. Leigh RMI hatte damals bereits Interesse ihn zu verpflichten, doch unterschrieb er einen Vertrag bei Stockport County. Dort kam er aber kaum zum Einsatz. Sein einziges Spiel für Stockport machte er am 21. Februar 2004 gegen Notts County. Im September 2004 wurde er für einen Monat an Leigh RMI ausgeliehen. Er absolvierte in der kurzen Zeit sieben Spiele für den Klub und erzielte dabei drei Tore. Nach seiner Rückkehr blieb er noch bis Februar 2005 bei Stockport, bevor er dann zu Northwich Victoria wechselte. Er blieb drei Jahre lang und absolvierte insgesamt 81 Spiele. Im Oktober 2008 wurde sein Vertrag gekündigt, da der Verein in Schwierigkeiten steckte.
Über die Stationen Forest Green Rovers und Stalybridge Celtic gelangte er nach Thailand. 2009 nahm er an einem Probetraining beim thailändischen Klub FC Nakhon Pathom teil und erhielt einen Vertrag. Sein erstes Spiel machte er am 8. März 2009. Nach 15 Spielen für Nakhon Pathom wechselte er im Juni 2009 zum FC Chonburi. Während des Spiels zwischen dem FC Chonburi und Nakhon Pathom war Byrne bereits dem Trainer von Chonburi, Kiatisak Senamuang, aufgefallen. Am vorletzten Spieltag der Hinrunde erhielt Byrne dann einen Anruf von Kiatisak. Im Verlaufe des Gesprächs, gelang es dem Trainer Chonburis, Byrne von einem Wechsel zu überzeugen.
Mitte 2010 verpflichtete ihn der ebenfalls in der ersten Liga spielende Bangkok Glass. Der Zweitligist Chainat Hornbill FC aus Chainat nahm ihn Mitte 2011 unter Vertrag. Mit Chainat feierte er Ende 2011 die Vizemeisterschaft der Thai Premier League Division 1 und stieg in die erste Liga auf. Bei Chainat stand er bis Ende 2013 unter Vertrag. Nach Vertragsende verpflichtete ihn Anfang 2014 der Zweitligist Ayutthaya FC. Nach einem Jahr verließ er Ayutthaya und wechselte nach Hua Hin. Hier spielte er bis zu seinem Karriereende Ende 2015 beim Drittligisten Hua Hin City FC.

### Nationalmannschaft
2002 wurde er für Gareth Williams, welcher sich verletzt hatte, in den Kader der U-21 von Wales berufen. Im Spiel gegen die finnische U-21-Auswahl kam er jedoch nicht zum Einsatz. Zuvor hatte er bereits Einsätze für die U-17 und U-19 von Wales, in den folgenden Jahren zählte er auch mehrfach zum Kader der walisischen Amateurauswahl. Byrne wäre auch für die englische Auswahl spielberechtigt gewesen, entschied sich jedoch für die Auswahl von Wales.

## Erfolge
Chonburi FC
- Thai Premier League: 2009 (Vizemeister)

Chainat Hornbill FC
- Thai Premier League Division 1: 2011 (Vizemeister)  ▲